# Martelaren van Gorcumkerk (Rekken)
De Martelaren van Gorcumkerk is een rooms-katholieke kerk in de Nederlandse plaats Rekken. In 1870 ontving de katholieke gemeenschap in Rekken toestemming van aartsbisschop Andreas Ignatius Schaepman om een kerk te bouwen. Wegens fouten in het bestek kreeg de gemeenschap echter geen financiering vanuit het bisdom. Hierop werd er geld ingezameld in het gehele bisdom en startte de bouw een jaar later, in 1871. Op 3 september 1872 werd de kerk ingewijd en kregen als patronaat de martelaren van Gorcum, die dat jaar het drie-eeuwenfeest vierden. In 1914 werd de kerk uitgebreid met een pastorie, waarop in 1915 het een zelfstandige parochie werd.
De kruiskerk is ontworpen door Gerard te Riele en heeft aan de straatzijde een kerktoren met naaldspits. Boven de ingang, die zich onder de toren bevindt, is een groot spitsboogvenster aangebracht, die in kleinere uitvoeringen in de zijwanden terugkomen.
De kerk is een gemeentelijk monument.